# Большой Шлёпа
Большой Шлёпа (также известен как просто Шлёпа или Большой русский кот) — серия интернет-мемов с каракалом по кличке Гоша. В англоязычном сегменте Интернета распространено прозвище Floppa или Big Floppa.

## Биография и семья

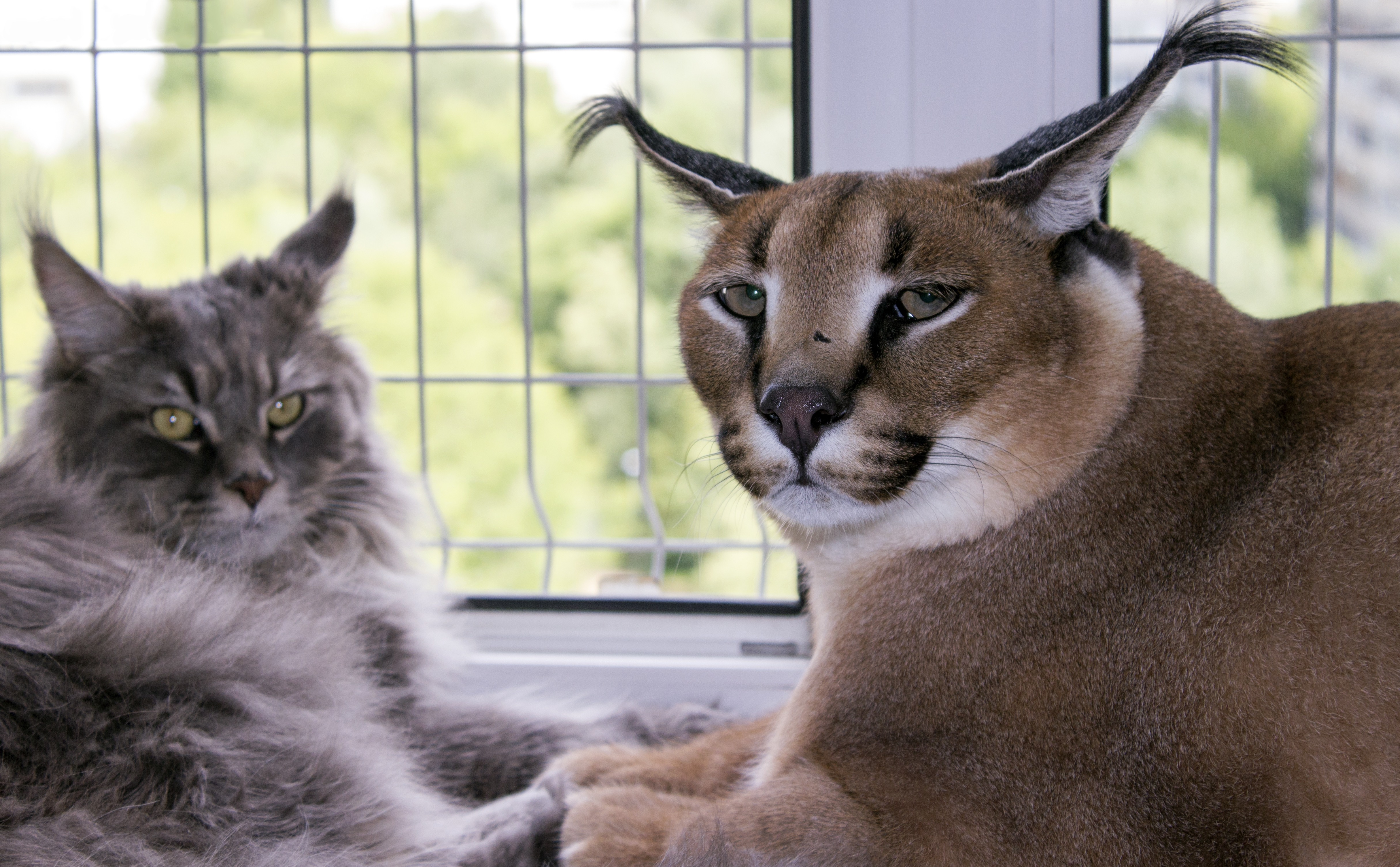
Гоша с котом Жорой

Настоящая кличка каракала — Гоша. Он родился 21 декабря 2017 года в киевском кошачьем питомнике. В возрасте четырёх месяцев за 8000 долларов его приобрела семья Бондаревых — Андрей и Елена — из Москвы. По воспоминаниям Елены, в питомнике у Гоши было другое имя — скорее всего, Миша. У каракала есть родная сестра, которая также живёт в столице.
Кроме каракала в семье Бондаревых живёт мейн-кун Жора, родившийся в 2015 или 2016 году. До недавнего времени вместе с ними жил кот Матвей. Он был взят из приюта в начале 2010-х годов. 24 сентября 2022 года Матвея не стало. Гоша страдает ожирением — его масса составляет около 30 килограммов, питается сырым мясом (индейки, кролики), кормовыми крысами и креветками в виде лакомства. На питание котов в месяц уходит в среднем 300 долларов.
Осенью 2021 года семья задумалась о переезде в Тульскую область, так как содержать каракала в квартире, как говорит Елена Бондарева, «неплохо, но неправильно». Начало постройки дома запланировано на весну 2022 года.

## Популярность

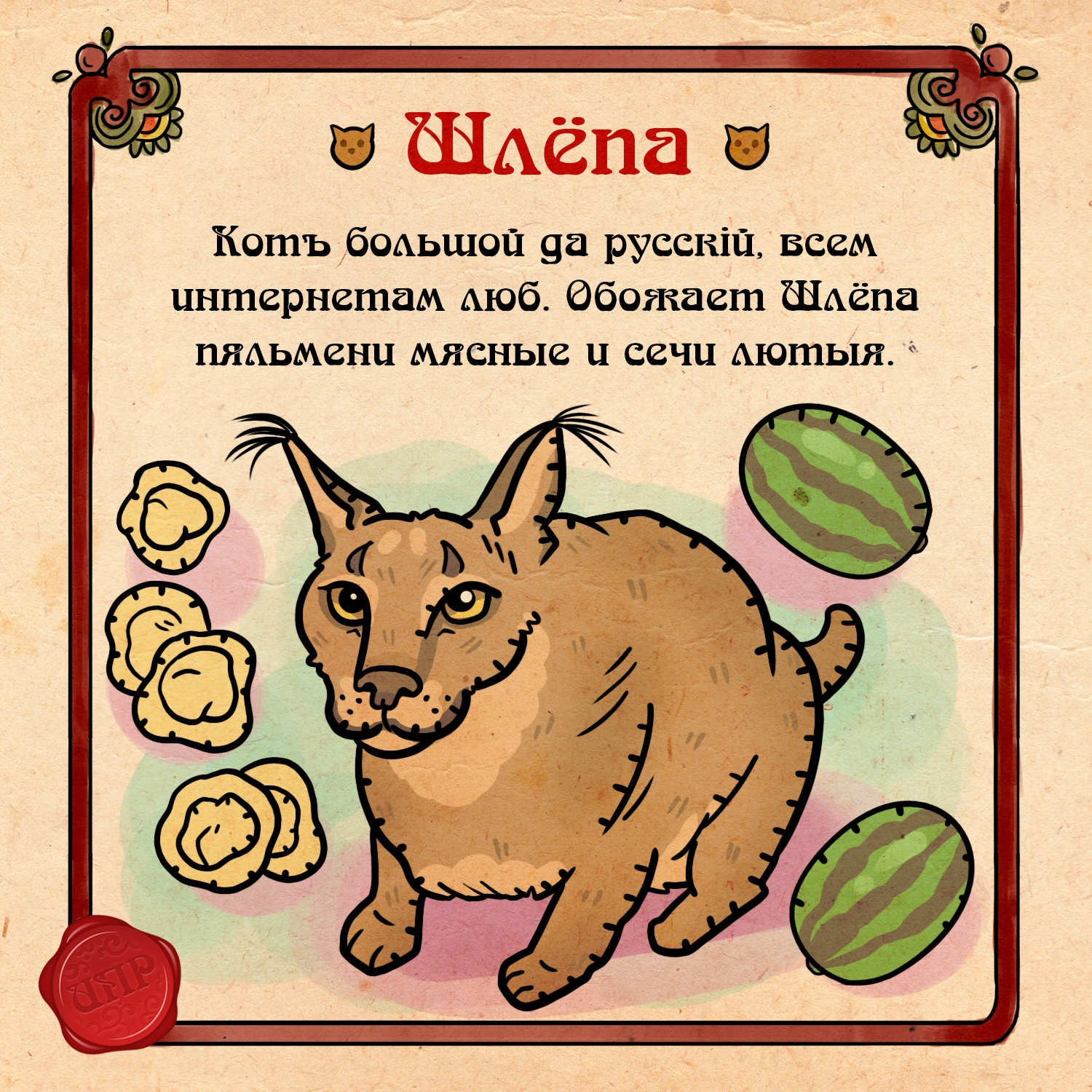
«Лубок» со Шлёпой — пример интернет-творчества

В декабре 2019 года владельцы каракала опубликовали в своём Инстаграме фото, где он лежит на подоконнике вместе с котом Жорой. Впоследствии именно этот снимок стал первым шаблоном для мемов с каракалом. Первыми на фотографию обратили внимание авторы ироничных инстаграм-аккаунтов, которые сначала дали Гоше прозвище «big sahnr» (или просто «sahnr»). В январе 2020 года за свои большие уши Гоша получил прозвище Big Floppa (от англ. flop — «шлепок»), под которым впоследствии и стал известен. В феврале 2020 года был опубликован первый мем, набравший большую популярность, — демотиватор с отредактированной фотографией Гоши, где он изображён без ушей.
Картинка распространилась по другим аккаунтам, специализирующимся на интернет-мемах. К маю мемы со Шлёпой распространились за пределы Инстаграма — шутки про каракала стали публиковать в Твиттере и на Реддите. Летом популярность мема дошла до рунета, где по аналогии с Big Floppa Гоша получил прозвище Большой Шлёпа.
К концу 2020 года Шлёпе было посвящено большое число фанатских сообществ и аккаунтов на Реддите, во «ВКонтакте», Твиттере и Инстаграме, где каракала называют «источником подражания» и «лидером молодёжи», а также каждую пятницу отмечают «пятницу Шлёпы». В комментариях к публикациям хозяев Гоши пользователи интересуются жизнью каракала, высказывают удивление его размерами, всячески обыгрывают его прозвище. Кроме того, с разрешения хозяев Гоши поклонники каракала начали выпускать продукцию с его изображением: например, мягкие игрушки, чашки, статуэтки и кубики, а в магазине Google Play появилось посвящённое Шлёпе приложение.
29 июня 2021 года корреспондент телеканала «Дождь» Мария Борзунова взяла интервью у «большого русского кота»: в нём его хозяева рассказали об истории каракала и его популярности. 12 октября аналогичное интервью провели журналисты телеканала 360°.
Незадолго до вторжения России на Украину владельцы каракала опубликовали в Инстаграме видеоклип, где от лица Шлёпы выступили «против войны и за мир».

## Вариации мемов

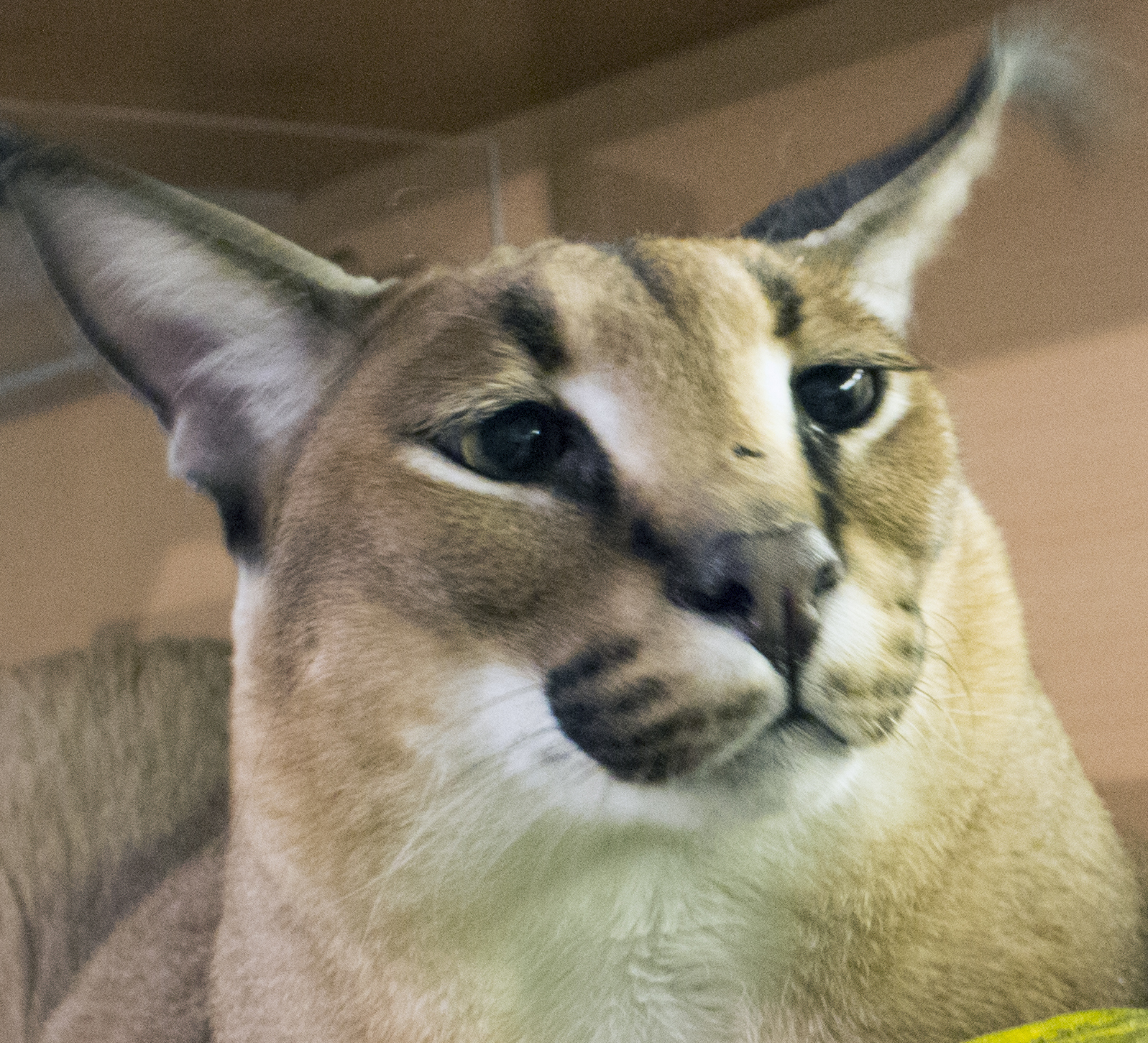
Одно из популярных изображений каракала

Вокруг Шлёпы сформировалась целая вымышленная вселенная, в которой он является персонажем со своим характером, привычками и противниками: согласно мемам, каракал любит пельмени и мятные пряники, является военным преступником и враждует со сфинксом по имени Бингус.
Мемы про Шлёпу отличаются абсурдностью, абстрактностью, сюрреалистичностью, отсутствием общих тем. Часто они используются для шитпостинга или в качестве картинок-реакций. Кроме того, каракал часто становится объектом фотожаб: например, Гошу могут изображать как рэпера (возможно, из-за сходства его англоязычного прозвища Big Floppa с псевдонимами американских рэперов), лицо каракала вставляют на скриншоты из видеоигр, обложки журналов, добавляют ему пистолеты, шляпы и другие аксессуары. В некоторых мемах Шлёпа заменяет другое животное-мем — Доге, а иногда роль Шлёпы в мемах выполняет не каракал Гоша, а другие кошачьи, в том числе рыси или сервалы.
В мае 2021 года большую популярность в рунете набрал флешмоб, участники которого писали своим родителям в мессенджеры «Смотри, это Шлёпа, большой русский кот. Как он тебе?», а потом публиковали их реакцию к себе в профили социальных сетей. Чаще всего для проверки реакции использовалась фотография «Шлёпа в ванной». Позднее зародилась другая вариация мема: «Мам, смотри, это Хасбик» с дагестанским блогером Хасбуллой Магомедовым.